# Sandy (Utah)
Sandy ist eine Stadt im Salt Lake County in Utah.
Der Vorort von Salt Lake City hatte bei der Volkszählung 2020 des U.S. Census Bureau 96.904 Einwohner. Dort befindet sich das Rio Tinto Stadium, das Stadion des MLS-Franchise Real Salt Lake.

## Geographie
Die geographische Lage Sandys ist 40°34'21" nördlicher Breite, 111°51'35" westlicher Länge. Östlich der Stadt liegen die Wasatch Mountains.
Gemäß dem United States Census Bureau hat die Stadt insgesamt eine Fläche von 57,9 km², davon sind 57,8 km² Land und 0,1 km² (etwa 0,09 %) Wasser.

## Einwohnerentwicklung
| Jahr                                 | 1880 | 1900  | 1920  | 1940  | 1960  | 1980   | 1990   | 2000   | 2010   | 2020   |
| ------------------------------------ | ---- | ----- | ----- | ----- | ----- | ------ | ------ | ------ | ------ | ------ |
| Einwohner¹                           | 488  | 1.637 | 1.208 | 1.487 | 3.327 | 52.210 | 75.240 | 88.418 | 87.461 | 96.904 |
| ¹ 1980–2020: Volkszählungsergebnisse |      |       |       |       |       |        |        |        |        |        |

## Demographie

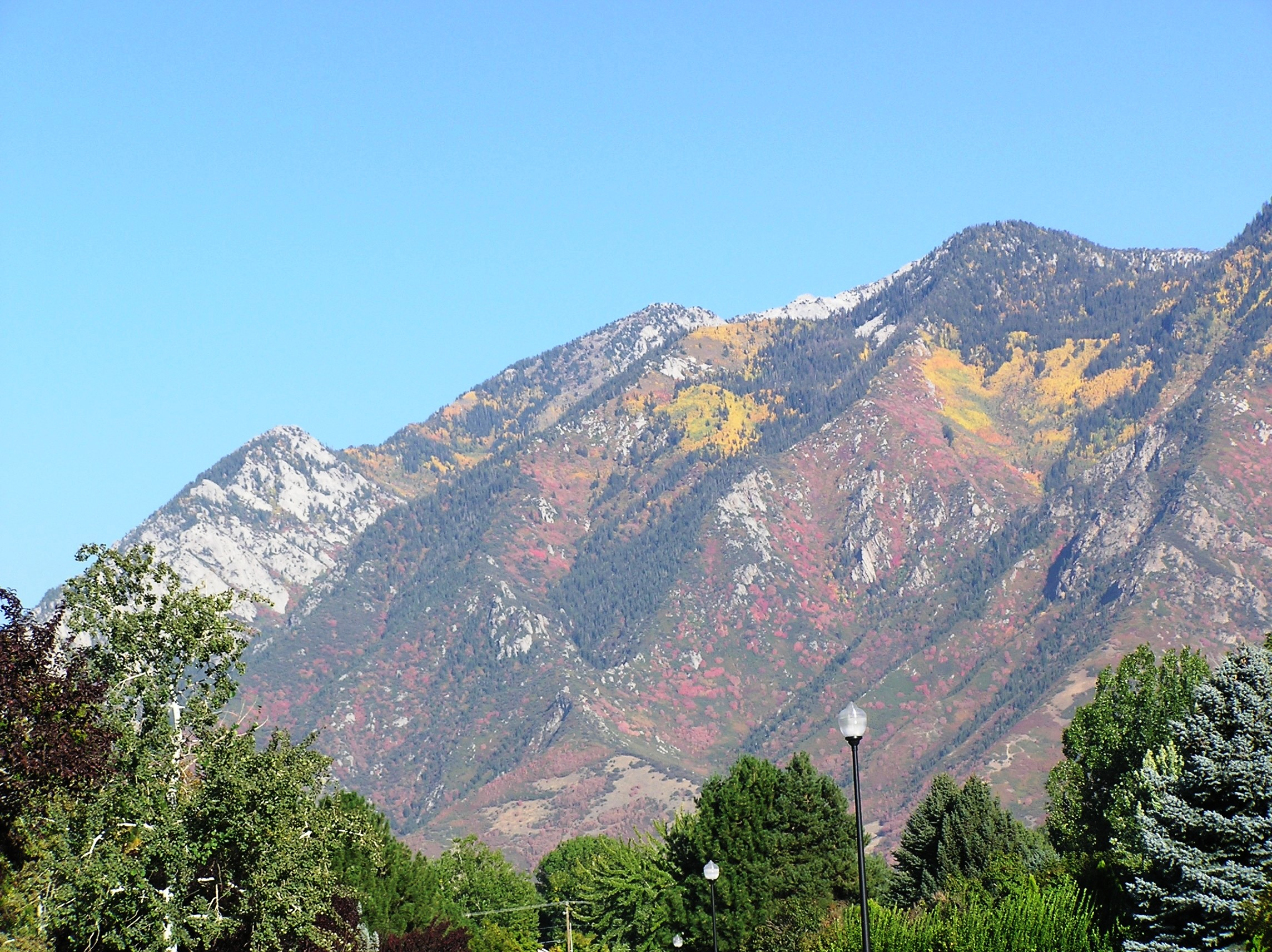
Blick auf die Wasatch Mountains

Laut dem Zensus 2000 wohnen in der Stadt 88.418 Menschen in 25.737 Haushalten, und 21.773 Familien. Es gibt 26.579 Wohneinheiten bei einer durchschnittlichen Dichte von 459,6/km².
Die Rassenverteilung der Stadt beläuft sich auf etwa 93,52 % Weiße, 0,5 % Afroamerikaner, 0,35 % Indianer und 2,17 % Asiaten. 4,38 % der Bevölkerung sind lateinamerikanischer oder spanischer Herkunft.
Das Durchschnittseinkommen eines Haushalts beträgt in der Stadt 66.459 Dollar, das einer Familie 70.801 Dollar und das Pro-Kopf-Einkommen 22.928 Dollar. 3,8 % der Bevölkerung leben unter der Armutsgrenze, davon sind 4 % Kinder jünger als 18 und 5,7 % 65 Jahre und älter.

## Söhne und Töchter der Stadt
- Masa Fukuda (* 1976), Songwriter. Dirigent und Musiker
- Natalie Norris (* 1990), Fußballspielerin
- Michele Vasconcelos (* 1994), Fußballspielerin
- Dalton Schultz (* 1996), American-Football-Spieler
- Rhyan White (* 2000), Schwimmerin

Die portugiesische Fußball-Nationalspielerin Nádia Gomes ist in Sandy aufgewachsen.

## Städtepartnerschaften
- Piedras Negras (Mexiko)
- Riesa (Deutschland)

## Medien
Die HBO-Fernsehserie Big Love, die das Leben einer Polygamisten-Familie porträtiert, spielt in Sandy.